# Zogru
Zogru este un roman al scriitoarei române Doina Ruști, publicat la editura Polirom în 2006.

## Personajul
Zogru este un personaj fantastic,  o entitate, un flux vital, un virsus care trăiește în sângele oamenilor, preluându-le o parte din pasiuni. .